# Walter Grob
Walter Grob (* 16. April 1928 in Lichtensteig im Kanton St. Gallen; † 2. Juli 2014 ebenda) war ein Schweizer Akkordeonist und Komponist der Schweizer Volksmusik, vornehmlich der Ländlermusik im sogenannten Innerschweizer Stil. Er stammte aus dem Toggenburg im Schweizer Kanton St. Gallen und war gelernter Landwirt und Autoservicemann.

## Aus der musikalischen Laufbahn
Einen wesentlichen Anteil seines Lebensunterhaltes verdiente er als Musikant bei verschiedenen Ländlerkapellen, unter ihnen die Bossbuebe unter der Leitung von Christian Boss aus Grindelwald.  
- 1958 spielte er als Solist mit dem Orchester des Schweizer Radios zwei eigene Kompositionen ein.

- 1959–70 bildeten er, Alois Schilliger, Kari Keiser und Kaspar Muther die Ländlerkapelle Heirassa.

- Ab 1961 trat er auch mit Hans und Oskar della Torre als Ländlertrio Walter Grob an die Öffentlichkeit.

- 1970 übernahm er als Gastwirt das Restaurant Alpenrose in Kriens, das er zu einem Volksmusiklokal ausbaute. In dieser Zeit entstanden die Tonträger «Sehr zum Wohl, Ein Abend bei Walter Grob» und «Musik mit Profil, Walter Grob spielt Albert Hagen». «De Rosepuur» so heisst ein weiterer Tonträger von Walter Grob mit dem Handorgelduett Walter Grob–Willi Valotti. Benannt wurde die Komposition «De Rosepuur» nach dem Wirt Oskar della Torre vom Gasthaus "Rose" in Kerns, dessen Übername «De Rosepuur» lautete. Unvergesslich bleiben die Freitagabende im Restaurant Alpenrose mit der Kapelle Grob–Lustenberger mit Werner Lustenberger am Pianoakkordeon und Alfons Lustenberger am Klavier.

Walter Grobs Komposition «Gute Freunde» war das Sendesignet des Volksmusik-Journal von Radio DRS 1. Moderiert wurde es damals von Roger Thiriet. 
- 1980 veränderte er sich nochmals beruflich, indem er als Blockflötenbauer in eine Blockflötenfabrik in Horgen eintrat.

Sein Handorgelduett mit Franz Nauer in den späten 1990er Jahren war eine weitere bedeutende Station des Altmeisters.
Die Schweizer Nationalphonothek führt über 130 Tonträger auf, wo er entweder mitwirkt oder eine Komposition von ihm gespielt wird.

## Eigenkompositionen
Seine bekanntesten Melodien:
- Dur’s Toggeburg ab (Schottisch)
- Z’Wange a d’r Aare (Foxtrott)
- Me gönd i’d Loos (Mazurka)
- Gruss an Kerns (Marsch)
- De Rosepuur (Schottisch)

Walter Grobs musikalisches Werk umfasst mehr als 80 Melodien, die hohe technische Anforderungen an Akkordeonisten stellen.

## Auszeichnungen
- Im Jahr 2005 erhielt er für seine Verdienste um die Schweizer Volksmusik den Goldenen Violinschlüssel.